# Дом венгерских вин
Дом венгерских вин (венг. Magyar Borok Háza) — музей в Будапеште, посвящённый венгерскому виноделию. Музей, закрывшийся в 2016 году, располагался около Будайской крепости на площади Святой Троицы. В экспозиции было представлено более 700 сортов венгерских вин из 22 винодельческих регионов Венгрии. Более 70 сортов вин посетители музея могли попробовать в ходе осмотра экспозиции. Одним из лучших сортов, предлагавшихся посетителям на дегустацию, считалось сухое красное вино «Эгерская бычья кровь». Токайские вина также находились среди главных фаворитов экспозиции.
В Пеште на улице Ракоци работает Дом венгерской палинки.